# 科夫·艾保
衛斯登·科夫·艾保（Wisdom Fofo Agbo，1979年6月25日—），生於加納，加納裔香港足球運動員，司職防守中場或中堅，於2013年居滿七年並取得香港特區護照及獲徵召為香港足球代表隊成員，他在2013年7月以內援身份加盟中甲球會哈爾濱毅騰，並在2014年助球會獲得聯賽亞軍，首度升班挑戰中國超級聯賽，再於2015年2月以6位數字轉會費加盟中超球會遼寧宏運，惟因妻子在加拿大遇到交通意外而離隊。

## 球會生涯
科夫生於加納，年輕時，他為生計選擇離開聯賽水平高的家鄉，透過朋友代為安排機票來港。可是來港初期，他因身型所限未能立即投身甲組，只好先在乙組聯賽證明自己，並加盟乙組半職業球會駒騰。
由於表現搶眼，他於乙組僅一季便轉會甲組球會流浪，並在2007/08球季擔任隊長。
2008年夏季，他轉會至甲組地區球會天水圍飛馬，並在2009/10球季開始獲委任球隊隊長，至2011年居滿七年轉為本地球員身份。在2011年夏季，科夫在未經飛馬同意下，私自離隊到加拿大。
直到2012年1月，他返香港加盟升班馬球會南區，並擔任隊長，期間在廣州進行冬訓的中甲球會哈爾濱毅騰教練團在觀看科夫於第35屆省港盃的表現後，就隨即對他產生興趣，邀請加盟，雖然他也表達出對加盟毅騰的意願，惟由於他還未獲得香港特區護照，暫時不能以內援身份加盟，最終這筆轉會未能達成。
直到球季完結後，哈爾濱毅騰再度邀請科夫加盟，已經取得香港特區護照的他被毅騰誠意打動，加上他希望在球員生涯尾聲可到更高水平的聯賽落班，故婉拒與南區續約。
2013年7月，科夫抵達哈爾濱與球會進行首課操練後，隨後以內援身份加盟球會，簽署為期半年合約，而他更協助哈爾濱毅騰於最後一輪聯賽主場擊敗北京理工，以3分優勢壓過廣東日之泉，獲得聯賽亞軍，首度升班挑戰中超。2014年1月25日，毅騰宣佈與他續約至2014年球季，惟最終毅騰在中超首季列聯賽末席降班，並向球員提出減薪，結果科夫寧願返回香港，並在2015年1月27日重返已處於新成立港超聯的球會太陽飛馬。
在加盟飛馬約1個月後，科夫就因受大腿及腰傷影響，無法適應在仿真草練習，適逢中超球會遼寧宏運邀請他轉會，飛馬就在2月27日以6位數字轉會費售出他。可是由於科夫妻子於加拿大遇上交通意外受傷，需要接受大手術，令他即時要離開球隊，回到加拿大照顧妻子和兩個小朋友。
縱使當地天氣寒冷令，他無法在室外訓練，只可以在健身室鍛練，但他都沒有想過放棄足球，結果在2016年1月突然獲港超聯球會南華邀請加盟，回流後更隨南華征戰亞協盃分組賽，可是他於以1–2不敵馬來西亞衛冕球會柔佛DT的亞協盃8強次回合時，撞傷盤骨導致收咧。
2017年6月，南華宣佈經重新檢視球隊近年發展後決定來屆退出港超聯，轉戰甲組聯賽培育青年球員，結果科夫與南華解決合約問題後返回加拿大。

## 國際賽生涯
在2008年2月，科夫首度獲香港聯賽選手隊徵召參與賀歲盃，並協助港聯於準決賽以2–1擊敗烏拉圭球會彭拿路，最終港聯再在決賽以同樣比數擊敗克羅地亞球會夏德，奪得冠軍。到2009年賀歲盃，他入選由兩間甲組球會南華和飛馬組成的南華飛馬隊，並協助球隊兩度以互射十二碼擊敗港聯和南韓球會水原藍翼，衛冕賀歲盃冠軍。
直到2011年，科夫在港居住滿7年後於2月取得香港身份證，並在2012年12月14日首度獲香港代表隊徵召參與第35屆省港盃，結果他協助香港以互射12碼擊敗廣東隊，連續兩屆捧起省港盃冠軍。至2013年他成功申請領取香港特區護照後，獲香港代表隊徵召參與國際A級賽，並在9月6日對緬甸國家隊的國際友誼賽，首度代表香港於國際A級賽亮相，結果香港以0–0賽和對手。

## 國際賽事紀錄
- 僅列出國際A級比賽

| 上陣次數 | 時間           | 地點                | 對手     | 比數 | 賽事性質                 | 入球 (累計) |
| -------- | -------------- | ------------------- | -------- | ---- | ------------------------ | ----------- |
| 1        | 2013年9月6日   | 仰光 蘇凡納體育場   | 緬甸     | 0–0  | 國際友誼賽               | 0 (0)       |
| 2        | 2013年9月10日  | 香港 旺角大球場     | 新加坡   | 2–1  | 國際友誼賽               | 0 (0)       |
| 3        | 2013年10月15日 | 香港 香港大球場     | 阿联酋   | 0–4  | 2015亞洲盃外圍賽         | 0 (0)       |
| 4        | 2013年11月19日 | 香港 香港大球場     |          | 0–2  | 2015亞洲盃外圍賽         | 0 (0)       |
| 5        | 2014年3月5日   | 河內 美亭國家體育場 | 越南     | 1–3  | 2013年東亞盃外圍賽第二圈 | 0 (0)       |
| 6        | 2014年9月9日   | 後港 後港體育場     | 新加坡   | 0–0  | 國際友誼賽               | 0 (0)       |
| 7        | 2014年10月10日 | 香港 旺角大球場     | 新加坡   | 2–1  | 國際友誼賽               | 0 (0)       |
| 8        | 2014年10月14日 | 香港 香港大球場     | 阿根廷   | 0–7  | 國際友誼賽               | 0 (0)       |
| 9        | 2014年11月13日 | 台北 台北田徑場     |          | 1–2  | 2015年東亞盃外圍賽第二圈 | 0 (0)       |
| 10       | 2014年11月16日 | 台北 台北田徑場     | 中華臺北 | 1–0  | 2015年東亞盃外圍賽第二圈 | 0 (0)       |
| 11       | 2014年11月19日 | 台北 台北田徑場     | 關島     | 0–0  | 2015年東亞盃外圍賽第二圈 | 0 (0)       |

## 球會榮譽
南華
- 香港聯賽盃亞軍（2015–16季度）
- 香港菁英盃亞軍（2015–16季度）
- 香港足總盃亞軍（2015–16季度）

飛馬
- 香港足總盃冠軍（2009–10季度）
- 香港足總盃亞軍（2011–12季度）
- 香港聯賽盃亞軍（2011–12季度）
- 香港甲組聯賽亞軍（2011–12季度）

哈爾濱毅騰
- 中國甲組聯賽亞軍（2013年）

香港代表隊
- 省港盃冠軍（2013年）

香港聯賽選手隊
- 香港賀歲盃冠軍（2008、2009年）

## 外部連結
- 香港足球總會網頁球員註冊資料 （页面存档备份，存于）